# The Packet
The Packet (1794) es una novela de Elizabeth Gunning. La trama se centra en la virtuosa familia aristocrática Montreville y los maliciosos planes de la prima de Sir Thomas Montreville, la Sra. Johnson. La Sra. Johnson encarcela a la bondadosa hija de Sir Thomas, Adelaide, en un complot para que su hijo herede una fortuna, pero el párroco local la rescata y la novela termina felizmente. The Packet fue la primera novela de Gunning; ella contrató al editor Joseph Bell para una novela de cuatro volúmenes, accidentalmente escribió más de lo requerido y eliminó una subtrama para publicarla como su segunda novela Lord Fitzhenry (1794). The Packet se publicó tres años después de que una guerra de panfletos convirtiera a Gunning en el notorio sujeto de un escándalo: Gunning y su madre fueron acusadas de falsificar cartas en un plan para asegurar un matrimonio con un aristócrata; Gunning negó las acusaciones y usó The Packet para expresar su inocencia y frustración. El narrador de The Packet ofrece frecuentemente comentarios digresivos, a menudo aludiendo a las experiencias personales de Gunning. Las reseñas de 1794 elogiaron el estilo atractivo y sencillo de este comentario, así como la virtud moral de los personajes aristocráticos. El impacto de la novela se desvaneció tras la muerte de Gunning en 1823. La crítica literaria moderna Pam Perkins la describe como «no una obra maestra perdida; es un melodrama de trama convencional, con una escritura competente».

## Sinopsis
La novela comienza con el descubrimiento de un paquete —packet en inglés, de ahí su título— consistente en un fajo de papeles atado con una cinta negra, que conmociona al párroco local. La narración se traslada entonces dieciocho meses atrás, a la familia Montreville, que vive felizmente en su castillo inglés: Sir Thomas, su esposa Lady Gertrude y sus hijos William y Adelaide. Sir Thomas invita a su abuela, la Sra. Osborn, a mudarse con ella, y ella modifica su testamento para desheredar a su bisnieto Edmund Johnson en favor de Adelaide. Celosa, la madre de Edmund, la Sra. Johnson, manipula a Sir Thomas para que envíe a Adelaide al extranjero con ella. La Sra. Osborn muere. Sir Thomas también muere. Una carta desde Francia anuncia la muerte de Adelaide por tuberculosis.
Los Johnson regresan con el cuerpo de Adelaide para el funeral, pero no son bienvenidos en el castillo de Montreville. La Sra. Johnson pierde el paquete titular (cuyo contenido aún se desconoce) en el bosque. Se presenta a la familia vecina, los Davenport: William está enamorado de Emeline Davenport y Adelaide de Montague Davenport. Los Davenport llevan varios meses en Irlanda para resolver una disputa por una herencia. Montague se entera de la muerte de Adelaide y enferma gravemente. Insiste en regresar a Inglaterra para morir cerca de la tumba de Adelaide. Al llegar, la salud de Montague mejora, aunque él y Lady Gertrude pasan la mayor parte del tiempo de luto juntos.
El párroco local se marcha repentinamente y escribe para comunicar que ha rescatado a una joven que estaba prisionera en una cueva en una montaña extranjera. El lector finalmente descubre el contenido del paquete: contiene pruebas de que la Sra. Johnson encarceló a Adelaide y fingió su muerte. El párroco regresa con la rescatada Adelaide. Lord Fitzhenry, amigo de William, llega en busca de ayuda tras un duelo y se esconde en el castillo bajo un nombre falso; su historia constituye el tema de la siguiente novela de Gunning. La Sra. Johnson huye a Francia, Edmund se reconcilia con los Montreville y devuelve la herencia de Adelaide, y la novela termina con una feliz boda doble entre los Montreville y los Davenport.

## Antecedentes
Gunning era hija única de la escritora Susannah Gunning, quien ejerció una gran influencia en su estilo de escritura. Antes de convertirse en escritora, Gunning fue objeto de un escándalo y una guerra de panfletos en 1790 y 1791. Durante varios meses, la sociedad londinense debatió si había intentado conseguir un matrimonio para ascender socialmente con George Campbell, heredero del duque de Argyll, o con Lord Blandford, heredero del duque de Marlborough. Se publicaron cartas falsificadas, supuestamente de Blandford y su padre, y Gunning y su madre fueron acusadas de falsificación. La madre de Gunning publicó un relato novelesco del escándalo, acusando a su marido de intentar atribuir el delito capital de falsificación a su inocente hija. El escándalo arruinó las perspectivas de matrimonio de Gunning y, tras un retiro temporal a Francia con su madre para evitar la atención pública, se dedicó a escribir para mantenerse.
The Packet fue publicado por Joseph Bell en 1794. Fue la primera novela de Gunning, y su publicación demostró su enfoque profesional de la escritura como carrera. A diferencia de muchos escritores que escribieron «sobre la base de especulaciones» (primero completaban un manuscrito y luego intentaban venderlo a un editor), Gunning consiguió un contrato para una novela de cuatro volúmenes y luego comenzó a escribir. Cuando descubrió que había escrito más de cuatro volúmenes, retiró el material extra para venderlo una segunda vez como un nuevo libro, Lord Fitzhenry. La gran mayoría de las novelas en este período se publicaron de forma anónima, pero The Packet se publica con el nombre altamente reconocible de Gunning en la página del título, utilizando su notoriedad como una forma de marketing. Gunning continuó teniendo una prolífica carrera como escritora y continuó anunciando sus obras con «Miss Gunning» en la página del título incluso después de su matrimonio en 1803.

## Estilo
Entrelazado con la trama de la novela, el narrador ofrece frecuentemente comentarios y digresiones, a menudo aludiendo a las experiencias personales de Gunning. Esta técnica narrativa de romper la cuarta pared era común en las novelas del siglo XVIII;  según el uso de Gunning, muchos de los comentarios de la narradora representan su primer comentario publicado sobre el escándalo público ocurrido tres años antes. Por ejemplo, tras elogiar la virtud moral de la pasividad femenina, el narrador dice: The best way to secure ourselves against a charge of folly, is certainly not to commit foolish actions, or write foolish things, and yet I have reason to know from experience, that our best caution will not always avail, as there are people in the world ready to do and to write, and afterwards to say that you did it, or you wrote it («La mejor manera de protegernos de una acusación de locura es, sin duda, no cometer actos insensatos ni escribir tonterías, y, sin embargo, tengo razones para saber por experiencia que nuestra mejor cautela no siempre servirá, ya que hay gente en el mundo dispuesta a hacer y escribir, y después a decir que lo hiciste o lo escribiste»). Otros comentarios expresan un deseo vengativo de que su historia de inocencia perseguida inspire culpa y vergüenza en sus críticos.

## Recepción
La novela fue reseñada por The British Critic y The Critical Review en 1794. The British Critic elogia a los personajes, especialmente sus virtudes personales. El crítico cita la escena inicial, en la que leales sirvientes realizan humildes labores de jardinería, con el comentario aprobatorio: «Aquí hay naturaleza, buena moral y buen lenguaje». También elogian el estilo «sencillo» e «ingenuo» de la narradora, «que denota genio y tiene un efecto placentero en todo momento». The Critical Review ofrece una evaluación similar de su estilo narrativo, comentando: «El lenguaje, aunque no elegante ni exento de inexactitudes coloquiales, es sencillo». El crítico también aprueba que «los sentimientos virtuosos se manifiestan a lo largo de toda la obra» y añade elogios al impacto emocional de la obra: «la historia es patética y la catástrofe despierta intensamente los sentimientos». A estos elogios, The Critical Review añade varias críticas. Respecto a la estructura argumental, se quejan de que «la historia está, en efecto, narrada de forma difusa y con mucha amalgama, lo que le resta valor»; respecto al estilo discursivo de la narradora, aconsejan: «Debemos rogarle a la bella autora que se esfuerce por olvidarse de sí misma si desea que nos interesen sus personajes»; y, en respuesta a la precisión geográfica de algunas escenas ambientadas fuera de Inglaterra, comentan: «También queremos recordarle que viajar por los Alpes no es exactamente como hacerlo por las carreteras de peaje inglesas». Su valoración general se expresa en la primera línea de la reseña: «Esta es, si entendemos bien, la primera aparición de esta dama como novelista; y, considerando esta circunstancia, creemos que ha cumplido con creces».
Al igual que todos los escritos de Gunning, The Packet cayó en el olvido después de su muerte en 1823. La crítica literaria moderna Pam Perkins describe la novela como bastante vulgar: «The Packet no es una obra maestra perdida, es un melodrama con una trama convencional y una escritura competente». Para Perkins, el principal interés de la novela es el contexto que proporciona para la narrativización que Gunning hace de sus experiencias como escritora.